# Sint-Martinuskerk (Dommelen)
De Sint-Martinuskerk is de parochiekerk van Dommelen, gelegen aan Bergstraat 15.

## Geschiedenis
Tot 1444 behoorde Dommelen, evenals Borkel, Schaft, Westerhoven, Riethoven en Luyksgestel tot de Sint-Petrusparochie te Bergeijk. Vervolgens viel Dommelen onder de Sint-Servatiusparochie van Westerhoven en kreeg een eigen gotische kapel, die werd bediend door een rector. Deze stond op de Kerkakkers.
In 1565 werd Dommelen een zelfstandige parochie, gewijd aan Sint-Martinus. In 1648 werd de kerk genaast door de protestanten, en in 1798 weer aan de katholieken teruggegeven. Dezen gebruikten echter de oude kapel van het klooster Agnetendal als schuurkerk. Pas in 1821 kon de oorspronkelijke kerk weer worden gebruikt en werd de kloosterkapel gesloopt.
In 1879 werd besloten een nieuwe kerk te bouwen in het centrum van de plaats, op ruime afstand van de oude kerk gelegen. Deze nieuwe neogotische kerk werd ontworpen door Hendrik Jacobus van Tulder en in 1884 ingewijd.
In deze kerk zijn de altaarrelikwieën van de oude kerk en ook een aantal liturgische gebruiksvoorwerpen en gewaden werden naar de nieuwe kerk overgebracht, terwijl er ook enkele gebrandschilderde ramen kwamen. De kerk had ook een Mariabeeld uit 1750 en een middeleeuws kruisbeeld. Pastoor Bolsius liet omstreeks 1920 een pastorietuin aanleggen die ook nu nog bestaat en waarin enkele monumentale bomen te zien zijn.
In 1930 werd de kerk uitgebreid. Jan Stuyt was de architect.
Tijdens de Tweede Wereldoorlog werden de klokken in 1943 door de bezetter gestolen, waaronder die uit 1565 en 1713. Nieuwe klokken kwamen er in 1949. In 1950 kwam er ook een orgel dat gebouwd was door de firma Verschueren uit Heythuysen. Na 1965 werden nieuwe glas-in-loodramen aangebracht, gemaakt door René Smeets. In 1988 vond opnieuw een restauratie plaats.